# Площадь Загорского (Липецк)
Пло́щадь Заго́рского — площадь в Октябрьском округе города Липецка. Расположена в Тракторном на пересечении Краснозаводской и Краснознаменной улиц перед главным фасадом завода «Липецкий трактор» (быв. Липецкий тракторный завод, ЛТЗ).
Площадь названа в 1990-х годах в честь бывшего директора ЛТЗ Н. Г. Загорского (1933—1992). На здании бывшего заводоуправления (Краснозаводская улица, 1) ему установлена мемориальная доска
В центре площади Загорского расположен памятник В. И. Ленину.

## Транспорт
- трам. 1, ост.: «ЛТЗ»; авт. 19, 33, 33а, 323, 323а, 325, 378, 379, ост.: «Краснознамённая ул.», «ЛТЗ».